# Masoud Shojaei
Masoud Soleimani Shojaei (en persan : مسعود سلیمانی شجاعی), né le 9 juin 1984 à Chiraz, est un footballeur international iranien. Il évolue au poste de milieu offensif avant de devenir entraîneur.

## Biographie

### Carrière internationale
Le 17 novembre 2004, il honore sa première sélection contre le Laos lors d'un match des éliminatoires de la Coupe du monde de 2006. La rencontre se solde par une victoire 7-0 des iraniens. Le 15 mai 2006, il fait partie de la liste des 23 joueurs iraniens sélectionnés pour disputer la coupe du monde en Allemagne. Il dispute une rencontre contre l'Angola.
Il a exprimé son soutien au mouvement vert iranien (en) le 17 juin 2009, alors qu'il portait un bracelet vert contre la Corée du Sud lors d'un match de qualification à la Coupe du monde de 2010 avec cinq autres joueurs. En signe de soutien à l'opposition menée par Mir Hossein Moussavi à la suite des votes contestés de l'élection présidentielle en Iran,.
Le 1er juin 2014, il fait partie de la liste des 23 joueurs iraniens sélectionnés pour disputer la coupe du monde au Brésil. Il dispute trois rencontres. Puis, le 30 décembre 2014, il fait partie de la liste des 23 joueurs iraniens sélectionnés pour disputer la coupe d'Asie en Australie.
En juillet 2017, le Paniónios dispute un match aller contre le club israélien du Maccabi Tel-Aviv dans le cadre du troisième tour qualificatif de la Ligue Europa 2017-2018. Shojaei et son compatriote et coéquipier Ehsan Hajsafi ne participent pas à la rencontre. Au match retour, le 3 août, Shojaei et Hajsafi participent à la rencontre (l'Iran ne reconnaît pas l'existence de l'État d'Israël). Le 10 août 2017, Mohammad Reza Davarzani, ministre adjoint des Sports iraniens, déclare à la télévision publique iranienne que les deux joueurs ne seraient plus jamais invités en sélection. Cependant, la fédération d'Iran de football déclare plus tard qu'elle examinerait l'affaire et prendrait une décision après avoir parlé avec les deux joueurs. Il est à l'écart de la sélection depuis novembre, et déclare que leur club avait fait pression sur eux pour jouer contre le club israélien.
Le 18 mars 2018, il est appelé en sélection pour des matches amicaux contre la Tunisie et l'Algérie, étant critiqué après son retour par un député iranien qui a appelé à son bannissement à vie. Le 4 juin 2018, il fait partie de la liste des 23 joueurs iraniens sélectionnés pour disputer la coupe du monde en Russie. Il sera le capitaine, et devenant le premier joueur iranien à disputer trois coupes du monde.

### Prise de position
En juin 2017, Shojaei demande ouvertement aux autorités iraniennes de lever l'interdiction, en place depuis la révolution islamique de 1979, faite aux femmes d'assister aux matches de football en Iran.

## Palmarès
- Avec l'AEK Athènes
  - Champion de Grèce en 2018

## Statistiques

### Buts en sélection
Le tableau suivant liste tous les buts inscrits par Masoud Shojaei avec l'équipe d'Iran.